# Eldor Shomurodov
Eldor Shomurodov, né le 29 juin 1995 à Djarkourgan dans la province de Sourkhan-Daria en Ouzbékistan, est un footballeur international ouzbek qui évolue au poste d'avant-centre à l'İstanbul Başakşehir, en prêt de l'AS Rome.

## Biographie

### En club (2011-)

#### Premiers pas en Ouzbékistan (2011-2017)
Dès 2011, Shomurodov est formé avec le club ouzkek du Mash'al Mubarek. 
En 2015, il rejoint ensuite le FK Bunyodkor où il inscrit 10 buts dans le championnat ouzbek lors de l'année 2016.

#### Départ en Russie au FK Rostov (2017-2020)
Le 15 juillet 2017, il rejoint le championnat russe et le club du FK Rostov. 
Lors de la saison 2019-2020, il inscrit 11 buts et délivre 7 passes décisives en Premier-Liga.

#### Genoa CFC (2020-2021)
Le 4 octobre 2020, le Genoa CFC annonce l'arrivée du joueur qui paraphe un contrat de quatre années. Il réalise une bonne saison notamment lors des ultimes journées où il est buteur à cinq reprises lors des six dernières journées.

#### AS Roma (depuis 2021)
Tapant dans l'œil de grands clubs européens, il ne reste qu'une saison à Gênes.
Le 2 août 2021, il rejoint l'AS Rome contre 17,5 millions d'euros pour un contrat s'étendant jusqu'en juin 2026.

#### Prêt à la Spezia (2023)
Il est prêté à la Spezia Calcio lors du mercato hivernal de 2023.

### En sélection nationale
Avec les moins de 20 ans, il participe à la Coupe du monde des moins de 20 ans en 2015. Lors du mondial junior organisé en Nouvelle-Zélande, il joue cinq matchs. Il inscrit un but contre le Honduras lors du premier match, puis délivre une passe décisive contre les Fidji. L'Ouzbékistan s'incline en quart de finale face au Sénégal.
Il est sélectionné pour la première fois en équipe d'Ouzbékistan le 3 septembre 2015, lors d'un match des éliminatoires du mondial 2018 face au Yémen (victoire 1-0). Il inscrit son premier but en équipe nationale le 8 octobre 2015, face au Bahreïn, lors de ces mêmes éliminatoires. Par la suite, le 23 janvier 2017, il inscrit son premier doublé en sélection, lors d'un match amical face à la Géorgie (score : 2-2).
En janvier 2019, il participe à la Coupe d'Asie des nations organisée aux Émirats arabes unis. Lors de cette compétition, il inscrit un but contre l'équipe d'Oman, puis un doublé face au Turkménistan et marquera l'ouverture du score face au Japon, ne pouvant pas empêcher la défaite de l'Ouzbékistan 2-1.
Il est sélectionné avec l'Equipe d'Ouzbékistan olympique pour participer aux jeux olympiques de Paris 2024. Lors du premier match de la sélection le mercredi 24 juillet 2024, il marque contre l'Espagne sur penalty.

## Statistiques

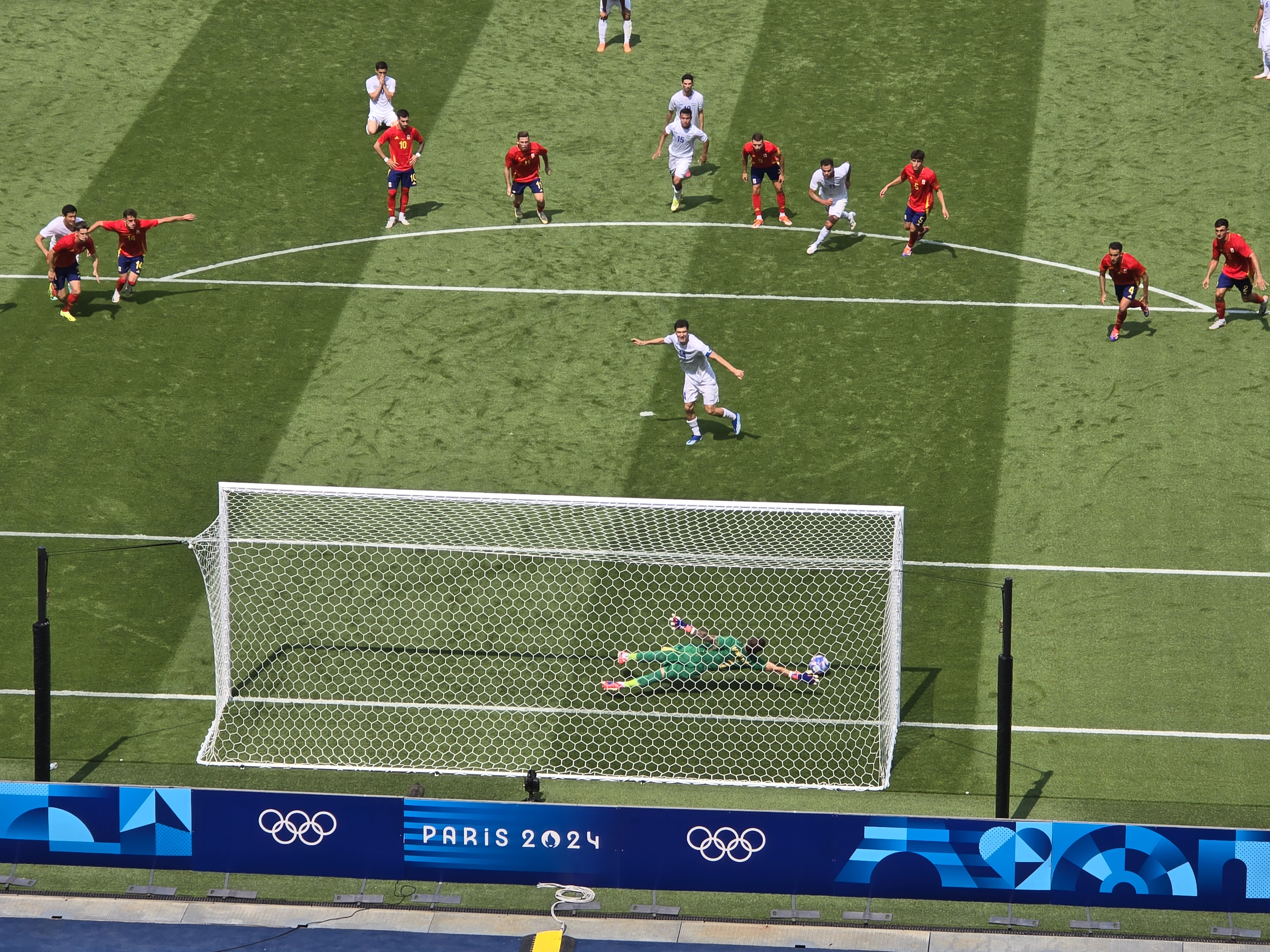
Eldor Shomurodov marquant un pénalty avec son équipe nationale lors d'un match des Jeux olympiques d'été de 2024.

| Saison                | Club                   | Championnat           | Championnat | Championnat | Coupe(s) nationale(s) | Coupe(s) nationale(s) | Compétition(s) continentale(s) | Compétition(s) continentale(s) | Compétition(s) continentale(s) | Total | Total |
| Saison                | Club                   | Division              | M.          | B.          | M.                    | B.                    | Comp.                          | M.                             | B.                             | M.    | B.    |
| 2014                  | Mash'al Mubarek        | Oliy Liga             | 10          | 0           | -                     | -                     | -                              | -                              | -                              | 10    | 0     |
| 2015                  | FK Bunyodkor           | Oliy Liga             | 25          | 7           | 5                     | 1                     | LC                             | 4                              | 0                              | 34    | 8     |
| 2016                  | FK Bunyodkor           | Oliy Liga             | 27          | 10          | 5                     | 0                     | LC                             | 7                              | 2                              | 39    | 12    |
| 2017                  | FK Bunyodkor           | Oliy Liga             | 14          | 1           | 3                     | 0                     | LC                             | 6                              | 1                              | 23    | 2     |
| Sous-total            | Sous-total             | Sous-total            | 66          | 18          | 13                    | 1                     | -                              | 17                             | 3                              | 96    | 22    |
| 2017-2018             | FK Rostov              | Premier-Liga          | 18          | 2           | 2                     | 0                     | -                              | -                              | -                              | 20    | 2     |
| 2018-2019             | FK Rostov              | Premier-Liga          | 26          | 3           | 6                     | 1                     | -                              | -                              | -                              | 32    | 4     |
| 2019-2020             | FK Rostov              | Premier-Liga          | 28          | 11          | 2                     | 0                     | -                              | -                              | -                              | 30    | 11    |
| 2020-2021             | FK Rostov              | Premier-Liga          | 8           | 0           | -                     | -                     | C3                             | 1                              | 1                              | 9     | 1     |
| Sous-total            | Sous-total             | Sous-total            | 80          | 16          | 10                    | 1                     | -                              | 1                              | 1                              | 91    | 18    |
| 2020-2021             | Genoa CFC              | Serie A               | 31          | 8           | 1                     | 0                     | -                              | -                              | -                              | 32    | 8     |
| 2021-2022             | AS Rome                | Serie A               | 28          | 3           | 1                     | 1                     | C4                             | 11                             | 1                              | 40    | 5     |
| 2022-2023             | AS Rome                | Serie A               | 6           | 0           | -                     | -                     | C3                             | 2                              | 1                              | 8     | 1     |
| 2024-2025             | AS Rome                | Serie A               | 27          | 4           | 2                     | 1                     | C3                             | 8                              | 2                              | 37    | 7     |
| Sous-total            | Sous-total             | Sous-total            | 61          | 7           | 3                     | 2                     | -                              | 21                             | 4                              | 85    | 13    |
| 2022-2023             | Spezia Calcio (prêt)   | Serie A               | 16          | 1           | -                     | -                     | -                              | -                              | -                              | 16    | 1     |
| 2023-2024             | Cagliari Calcio (prêt) | Serie A               | 22          | 3           | 2                     | 0                     | -                              | -                              | -                              | 24    | 3     |
| Total sur la carrière | Total sur la carrière  | Total sur la carrière | 245         | 45          | 28                    | 4                     | -                              | 39                             | 8                              | 312   | 57    |

## Palmarès
- Vainqueur de la Ligue Europa Conférence en 2022 avec l’AS Roma
- Vice-champion d'Ouzbékistan en 2016 avec le FK Bunyodkor
- Finaliste de la Coupe d'Ouzbékistan en 2015 avec le FK Bunyodkor